# Дамбартон (футбольний клуб)
«Дамбартон» (шотл. Dumbarton Fitbaa Club) — професійний шотландський футбольний клуб з міста Дамбартон. Виступає у шотландському Чемпіоншипі. Домашні матчі проводить на стадіоні «Бет Батлер», який вміщує 2 020 глядачів.

## Історія
«Дамбартон», який було засновано в 1872 році, є четвертим найстаріши клубом Шотландії після «Квінз Парк» (1867), «Кілмарнока» (1869) та «Странрар» (1870). В 1890 році «Дамбартон» став одним із засновників Шотландської футбольної ліги. Це була одна з найкращих команд Шотландії в XIX столітті, якій вдалося стати чемпіонами в перших двох розіграшах чемпіонатів країни. З тих пір клуб провів більшу частину своєї історії за межами вищого дивізіону, і в останній раз грав на вищому рівні в 1985 році.

## Досягнення
- Чемпіонат Шотландії:
  - Чемпіон (2): 1890–91, 1891–92
- Кубок Шотландії:
  - Володар (1): 1882–83
  - Фіналіст (5): 1880–81, 1881–82, 1886–87, 1890–91, 1896–97